# L'Infidélité de Lily
L'Infidélité de Lily (Her Infidelity) est un téléfilm américain réalisé par Christie Will, diffusé en 2016.

## Synopsis
Une femme nommée Lily se sent délaissée par son mari,  de plus elle suspecte qu'il la trompe. Elle rencontre Grayson Kendall l'instituteur de son fils. Un soir elle cède aux avances de celui-ci mais elle va vite le regretter.

## Fiche technique
- Réalisation : Christie Will
- Scénario : Alan Donahue et Christie Will
- Photographie : Anthony C. Metchie
- Musique : Russ Howard III
- Durée : 90 minutes
- Date de diffusion :
  -  France : 5 septembre 2016 sur M6

## Distribution
- Rachel Hunter : Lily Helms
- Clayton Chitty : Grayson Kendall
- Lane Edwards : Peter
- Miranda Frigon : Ellie
- Chelan Simmons : Courtney Brixton
- Beverley Elliott : Sophie